# Святослав (лінійний корабель, 1845)
«Святосла́в» (рос. дореф. «Святославъ») — 84-гарматний вітрильний лінійний корабель типу «Султан Махмуд» Чорноморського флоту Російської імперії.

## Опис
Один із восьми вітрильних 84-гарматних лінійних кораблів типу «Султан Махмуд», що будувалися в Миколаєві з 1836 по 1845 рік. Прототипом серії слугував корабель «Силістрія». Кругла корма цих кораблів підвищувала міцність корпусу, в його наборі використовували металеві деталі, а прядив'яні канати замінили на якір-ланцюги. Водотоннажність корабля становила 3790 тонн, довжина між перпендикулярами — 60,1 метра, ширина — 15,9 метра, осадка — 7,2 метра.
Озброєння корабля в різні роки становило різну кількість гармат. Так, спочатку озброєння «Святослава» складалося з двадцяти восьми 36-фунтових довгоствольних гармат і чотирьох 68-фунтових короткоствольних карронад на нижній палубі. На верхній палубі розміщувалися тридцять дві 36-фунтові короткоствольні гармати. Ще двадцять 24-фунтових гармат, дві 24-фунтові, вісім 18-фунтових, одна 12-фунтова і три 8-фунтові карронади знаходилися на баці і чвертьпалубі.
У 1853 році склад батареї дещо змінився: з озброєння на баці і чвертьпалубі залишили тільки двадцять 24-фунтових гармат. Станом на 1854 рік озброєння корабля складалося з двадцяти восьми 36-фунтових довгоствольних гармат і чотирьох 68-фунтових карронад на нижній палубі, тридцяти двох 36-футових короткоствольних гармат на верхній палубі, двадцяти 24-футових гармат на баці і чвертьпалубі, а також шістьох 18-футових короткоствольних гармат на кормі. Екіпаж корабля складав 750 осіб. 
Корабель був четвертим із п'яти вітрильних лінійних кораблів російського флоту, названих цим ім'ям. 

## Історія
Закладений у Миколаєві на стапелі Спаського адміралтейства 16 травня 1843 року, головний будівник — генерал-лейтенант корпусу корабельних інженерів І. С. Дмитрієв. Після спуску на воду 7 листопада (за іншими даними — 7 грудня) 1845 року перейшов до Севастополя і увійшов до складу Чорноморського флоту Російської імперії.
Під час військових кампаній Російської імперії у 1847, 1849 і 1852 роках у складі ескадр кораблів Чорноморського флоту брав участь у практичних плаваннях у Чорному морі. У кампанію наступного 1853 року з травня до серпня також брав участь у практичному плаванні, зокрема 29 червня брав участь у навчальній битві, 10 серпня — у перегонах кораблів, а під час навчальної атаки флоту на Севастопольський рейд 12 серпня перебував на стороні атакуючих. У кампанію того ж року з 17 вересня по 2 жовтня у складі ескадри віцеадмірала П. С. Нахімова брав участь у перевезенні військ із Севастополя до Сухум-Кале, так, на кораблі було перевезено 935 солдатів і офіцерів Литовського полку 13-ї дивізії.
Брав участь у Кримській війні. 29 жовтня 1853 року в складі ескадри віцеадмірала В. О. Корнілова брав участь у пошуках турецького флоту спочатку біля румелійського, а потім біля анатолійського берегів. 6 листопада в море «Святослав» був переведений до складу ескадри П. С. Нахімова, у складі якої він продовжив курсувати вздовж анатолійського берега. З 8 по 10 листопада ескадра витримала сильний шторм, під час якого корабель втратив фока-рей. У зв'язку з тим, що екіпажу не вдалося виправити пошкодження в морі, корабель відправили в Севастополь на ремонт. У грудні 1853 року перебував у бойовій готовності на Севастопольському рейді.
У січні 1854 року силами екіпажу корабля на західному березі Кілен-бухти було побудовано 17-гарматну Святославську батарею. Згодом корабель було переведено в Південну бухту, а 18 грудня переобладнано під шпиталь. 13 лютого 1855 року «Святослав» був затоплений на рейді між Миколаївською і Михайлівською батареями. Після війни під час розчищення Севастопольської бухти корпус корабля було підірвано.

## Командири
- В. О. Власьєв (1847—1852);
- К. А. Леонтьєв (1853);
- М. Ф. Юрковський (10 лютого 1854 — 1855).